# Hey Boy Hey Girl
«Hey Boy Hey Girl» es una canción del dúo británico de big beat The Chemical Brothers. Fue lanzado como el primer sencillo de su álbum Surrender, en 1999. La frase sampleada "Hey girls, B-boys, superstar DJs, here we go!" fue extraída de la canción The Roof is on Fire de Rock Master Scott & the Dynamic Three. Alcanzó el número tres en la lista de sencillos del Reino Unido en junio de 1999 y permaneció en la tabla durante diez semanas.

## Video musical
El video musical fue dirigido por Dom and Nic. Abre con un grupo de escolares a bordo de un autobús. La cámara se centra en una joven que abre un libro de medicina con imágenes del esqueleto humano. Un chico rubio escupe en la página, a continuación, le sonríe mientras y se aleja. Los niños van al Museo de Historia Natural, donde el mismo chico trata de asustar a la chica con un cráneo en la capucha. Ella persigue al muchacho en el museo, pero tropieza en las escaleras y se rompe la mano. En el hospital, le hacen una placa de rayos X de la mano. A continuación, aparece cepillándose los dientes mientras se imagina como sería su esqueleto. Sucede una prolepsis y aparece ella más mayor. De fondo, un baño de la discoteca Ministry of Sound, del sur de Londres. Pasa al lado de una pareja teniendo relaciones sexuales, pero ella sólo los ve como esqueletos. Ella sale del baño y se dirige al bar de la discoteca, donde un hombre coquetea con ella. Apenas se puede oír sus voces bajo la música. A continuación, la cara del chico se transforma en una calavera y ella le toca la mandíbula antes de irse. Luego va a la pista de baile, y ve a más gente como esqueletos, casi como si tuviera visión de rayos X. Sale de la discoteca y se sube a un taxi, donde se ve al conductor como un esqueleto. The Chemical Brothers hacen un cameo al final del vídeo, saliendo de un taxi con el equipo de DJ.

## Lista de canciones
| CD y casete |                    |          |  |
| N.º         | Título             | Duración |  |
| 1.          | «Hey Boy Hey Girl» | 4:49     |  |
| 2.          | «Flashback»        | 5:20     |  |
| 3.          | «Scale»            | 3:43     |  |

| Vinilo de 12" |                                        |          |  |
| N.º           | Título                                 | Duración |  |
| 1.            | «Hey Boy Hey Girl (Versión extendida)» | 6:02     |  |
| 2.            | «Flashback»                            | 5:20     |  |
| 3.            | «Scale»                                | 3:43     |  |

## Posicionamiento en listas y certificaciones
| Lista (1999)                             | Mejor posición |
| ---------------------------------------- | -------------- |
| Alemania (Media Control AG)              | 41             |
| Australia (ARIA)                         | 25             |
| Bélgica (Flandes) (Ultratop 50)          | 23             |
| Bélgica (Valonia) (Ultratop 50)          | 18             |
| Canadá (Canadian Singles Chart)          | 3              |
| Estados Unidos (Hot Dance Singles Sales) | 12             |
| Finlandia (OFC)                          | 8              |
| Francia (SNEP)                           | 77             |
| Irlanda (IRMA)                           | 4              |
| Italia (FIMI)                            | 10             |
| Noruega (VG-lista)                       | 9              |
| Nueva Zelanda (Recorded Music NZ)        | 10             |
| Países Bajos (Dutch Top 40)              | 25             |
| Reino Unido (UK Singles Chart)           | 3              |
| Suecia (Sverigetopplistan)               | 14             |

| País        | Organismo certificador | Certificación  | Ref0   |
| ----------- | ---------------------- | -------------- | ------ |
| Reino Unido | BPI                    | Disco de Plata | [ 18 ] |